# Pac-Man World 2
 (juin 2015).
Si vous disposez d'ouvrages ou d'articles de référence ou si vous connaissez des sites web de qualité traitant du thème abordé ici, merci de compléter l'article en donnant les références utiles à sa vérifiabilité et en les liant à la section « Notes et références ».
Pac-Man World 2 est un jeu vidéo de Pac-Man en trois dimensions développé par Namco, sorti sur GameCube, Game Boy Advance, PlayStation 2 et Xbox le 26 février 2003. Il s'agit du deuxième jeu de la série Pac-Man World. Ce jeu de plate-formes a pour but réussir des niveaux tout en récoltant des pac-gommes, des fruits et des pièces qui permettent de jouer au jeu Pac-Man. Il y a aussi un jeu d'arcade qui permet de jouer à des niveaux de Pac-Man différent, tout en restant dans l'univers de Pac-Man World 2, les niveaux se débloquent tout au long du jeu. La version GameCube labellisée "Choix du joueur" est fournie avec le jeu Pac-Man Vs. qui permet de défier des amis avec le jeu sur Game Boy Advance.

## Histoire
Les méchants fantômes sont venus dans le village de Pac-Man pour voler tous les fruits dorés d'un arbre sacré. Mais ce qu'ils ne savaient pas, c'est que lors de sa création, on a caché un démon sous l'arbre qui veille sur les fruits. En volant les fruits, les fantômes ont libéré ce démon. Pac-Man doit donc récupérer les fruits en affrontant divers ennemis.